# رشته‌کوه گغام

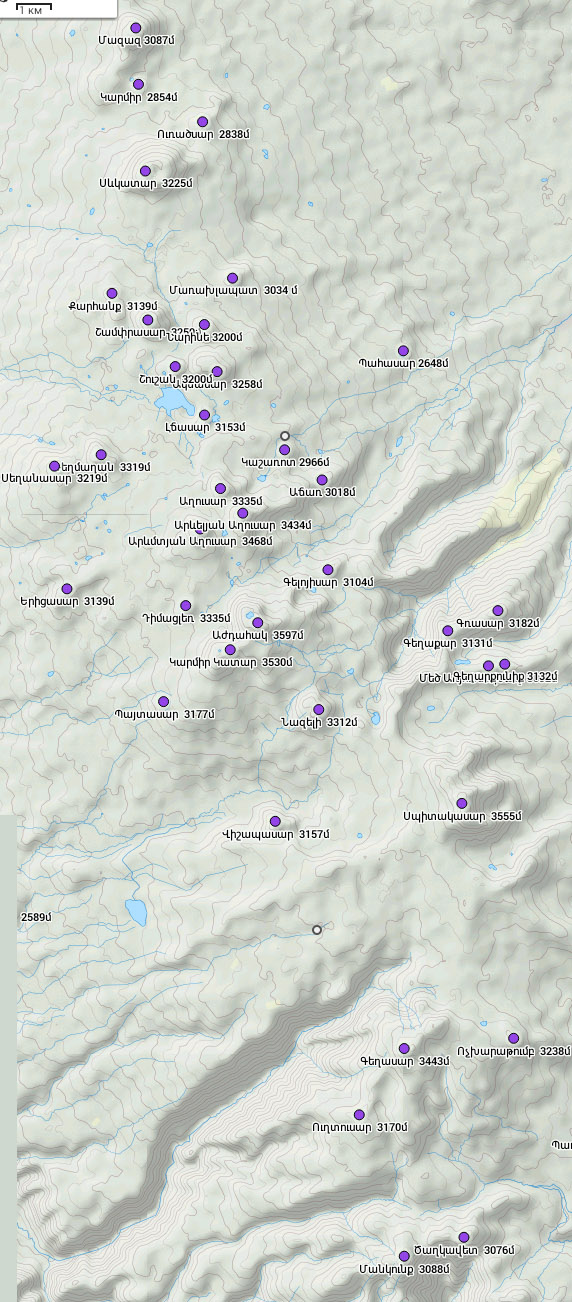
نقشه رشته‌کوه گغام به همراه قله‌هایش

رشته‌کوه گغام (ارمنی: Գեղամա լեռնաշղթա Gyeghama lernasheghta) یک رشته‌کوه ارمنستان می‌باشد که ۳٬۵۹۷ متر ارتفاع دارد. دریاچه سوان در شرق این رشته‌کوه قرار دارد.

## نگارخانه

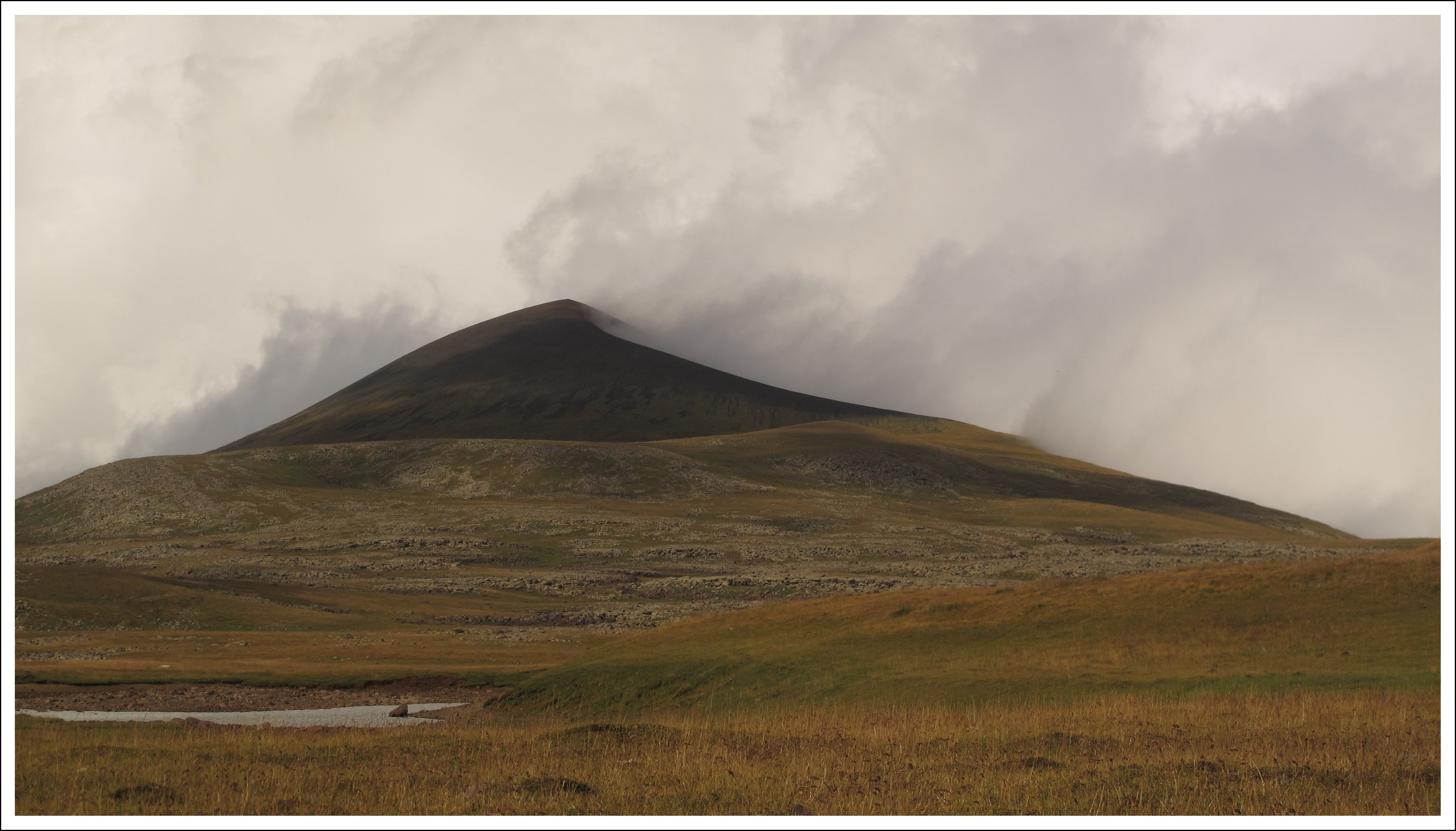
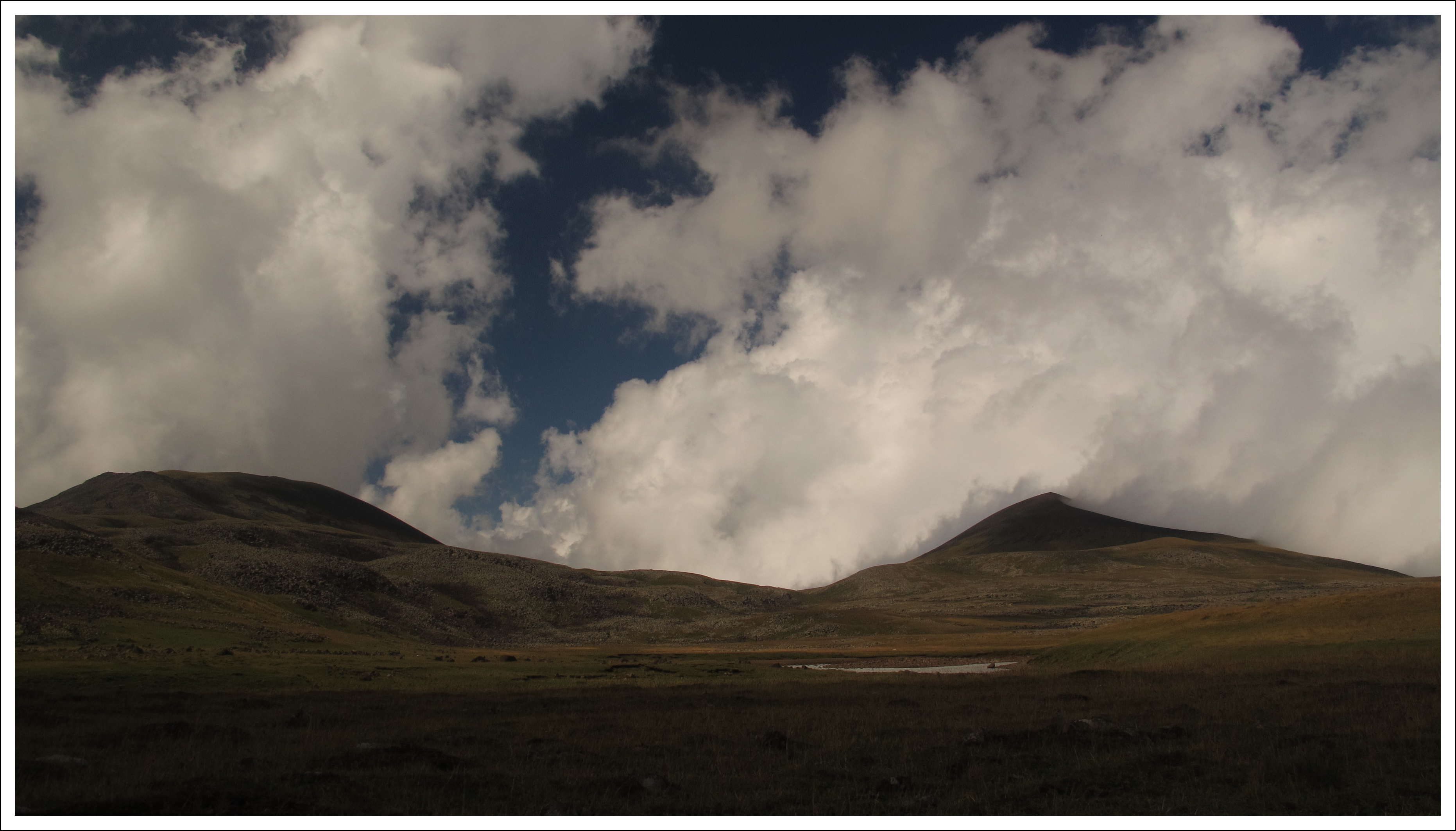
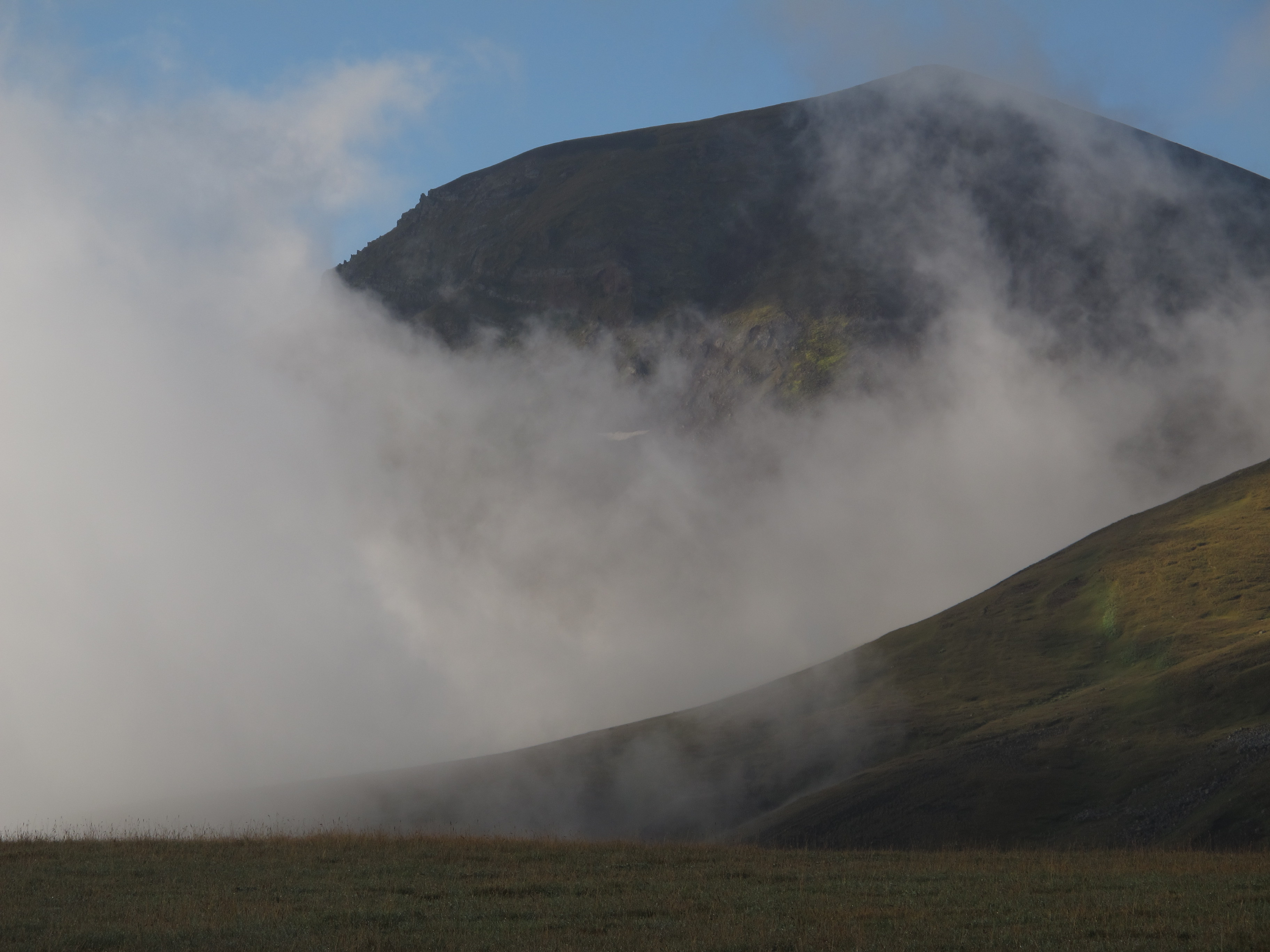

## برخی از قله‌های رشته‌کوه گقام
- آژداهاک (۳٬۵۹۷ متر)
- اسپیتاکاسار (۳٬۵۵۵ متر)
- گوتاناسار (۲٬۲۹۹ متر)
- گنداسار (۲٬۹۴۶ متر)